# Southerniella allometrica
Southerniella allometrica är en rundmaskart som beskrevs av Vitiello 1971. Southerniella allometrica ingår i släktet Southerniella och familjen Axonolaimidae. Inga underarter finns listade i Catalogue of Life.